# جیم گانون
جیم گانون (انگلیسی: Jim Gannon؛ زادهٔ ۷ سپتامبر ۱۹۶۸) بازیکن فوتبال اهل بریتانیا است.
از باشگاه‌هایی که در آن بازی کرده‌است می‌توان به باشگاه فوتبال کرو آلکساندرا، باشگاه فوتبال استوک‌پورت کانتی، باشگاه فوتبال شفیلد یونایتد، باشگاه فوتبال دانداک، و باشگاه فوتبال نوتس کانتی اشاره کرد.